# Satängsalangan
Satängsalangan (Collocalia uropygialis) är en fågel i familjen seglare.

## Utseende och läte
Satängsalanganen är en tydligt tecknad salangan med mestadels djupt sammetslila fjäderdräkt. Övergumpen är lysande vit och vita fläckar syns även vid stjärtroten. Fågeln liknar vitgumpad salangan, men är mycket mörkare, framför allt undertill, med mycket mer kontrasterande fjäderdräkt och avsaknad av ljus strupe. Fågeln hörs sällan, men avger ett elektriskt "churr" vid häckningskolonierna.

## Utbredning och systematik
Fågeln delas in i två underarter med följande utbredning:
- Collocalia uropygialis uropygialis – Santa Cruz-öarna och Vanuatu (inklusive Torresöarna och Banks Islands)
- Collocalia uropygialis albidior – Nya Kaledonien och Loyautéöarna

Tidigare behandlades den som underart till glanssalangan (C. esculenta) och vissa gör det fortfarande. Studier visar dock att den är väl skild genetiskt.

## Levnadssätt
Satängsalanganen påträffas över de flesta vegetationstyper. Den ses nästan alltid i flykten.

## Status och hot
Internationella naturvårdsunionen IUCN erkänner den ännu inte som art, varför den inte placeras i en hotkategori.